# جک کرافورد
جک کرافورد (انگلیسی: Jack Crawford; ۱ دسامبر ۱۸۸۶ – ۲ مهٔ ۱۹۶۳) بازیکن کریکت اهل بریتانیا بود.
از باشگاه‌هایی که در آن بازی کرده‌است می‌توان به تیم ملی کریکت انگلستان اشاره کرد.